# Bill Cummings
Bill Cummings (ur. 11 listopada 1906 roku w Indianapolis, zm. 8 lutego 1939 roku w Indianapolis) – amerykański kierowca wyścigowy.

## Kariera
W swojej karierze Cummings startował głównie w Stanach Zjednoczonych w mistrzostwach AAA Championship Car oraz towarzyszącym mistrzostwom słynnym wyścigu Indianapolis 500, będącym w latach 1923-1930 jednym z wyścigów Grandes Épreuves. W pierwszym sezonie startów, w 1930 roku trzykrotnie stawał na podium, w tym dwukrotnie na jego najwyższym stopniu. Z dorobkiem 650,4 punktu uplasował się na trzeciej pozycji w klasyfikacji generalnej. W tym samym roku ukończył Indianapolis 500 na piątym miejscu. Dwa lata później czterokrotnie stawał na podium i raz zwyciężał. Uzbierał łącznie 430 punktów, co mu dało piąte miejsce w końcowej klasyfikacji kierowców. W 1993 roku był siódmy. W sezonie 1934 odniósł jedynie jedno zwycięstwo w mistrzostwach. Było to jednak zwycięstwo w wyścigu najwyżej punktowanym Indianapolis 500. Uzbierane 681,7 punktu pozwoliło mu zdobyć tytuł mistrzowski. Rok później stanął na drugim stopniu podium w klasyfikacji mistrzostw oraz na jego trzecim stopniu w Indianapolis 500. Do czołówki Amerykanin powrócił w 1937 roku, kiedy to z dorobkiem 444,4 punktu uplasował się na siódmej pozycji w AAA Championship Car  oraz był szósty w wyścigu Indianapolis 500.